# Dupljane
Dupljane (kyrillisch Дупљане) ist ein Dorf in der Opština Negotin und im Bezirk Bor in Ostserbien. 

## Geschichte und Namen
Dupljane findet sich erstmals am Anfang des 18. Jahrhunderts auf österreich-ungarischen Karten. 
Von 1807 bis 1810 hieß das Dorf Taplani. Seit 1811 wurde es von Hajduk Veljko in Dupljane umbenannt. Damals hatte das Dorf 122 Häuser.

## Einwohner
Laut Volkszählung 2002 hatte das Dorf 564 Einwohner. Davon waren:
|               | Anzahl | Prozent |
| Gesamt        | 564    | 100     |
| Serben        | 550    | 97,51   |
| Rumänen       | 9      | 1,59    |
| Montenegriner | 1      | 0,17    |
| Walachen      | 1      | 0,17    |
| Unbekannt     | 2      | 0,35    |

Weitere Volkszählungen:
- 1948: 1.292
- 1953: 1.293
- 1961: 1.235
- 1971: 1.176
- 1981: 1.149
- 1991: 1.011